# Cody Latimer
Cody Derek Latimer (Dayton, 10 ottobre 1992) è un giocatore di football americano statunitense che gioca nel ruolo di wide receiver per i San Antonio Brahmas della United Football League (UFL). Fu scelto nel corso del secondo giro (56º assoluto) del Draft NFL 2014. Al college ha giocato a football all'Università dell'Indiana.

## Carriera universitaria
Latimer frequentò la Indiana University dal 2011 al 2013. Nel corso della sua carriera nel college football partì come titolare in 24 gare su 32, con 135 ricezioni per 2.042 yard e 17 touchdown. Alla fine del 2013 decise di dichiararsi eleggibile per il draft NFL con un anno di anticipo.

## Carriera professionistica

### Denver Broncos
Latimer fu scelto nel corso del secondo giro del Draft 2014 dai Denver Broncos. Debuttò come professionista subentrando nella gara della settimana 1 vinta contro gli Indianapolis Colts. La sua prima stagione si chiuse con 2 ricezioni per 23 yard in otto presenze, nessuna delle quali come titolare
Il primo touchdown in carriera, Latimer lo ricevette da Brock Osweiler nell'undicesimo turno della stagione 2015, vinto contro i Chicago Bears.

## Palmarès

### Franchigia
- Super Bowl : 1

Denver Broncos: 50
- American Football Conference Championship: 1

Denver Broncos: 2015

## Statistiche
| Partite totali      | 8  |
| Partite da titolare | 0  |
| Ricezioni           | 2  |
| Yard ricevute       | 23 |
| Touchdown           | 0  |

Statistiche aggiornate alla stagione 2014